# Balbagathis talamanca
Balbagathis talamanca är en tvåvingeart som beskrevs av Quate 1996. Balbagathis talamanca ingår i släktet Balbagathis och familjen fjärilsmyggor.
Artens utbredningsområde är Costa Rica. Inga underarter finns listade i Catalogue of Life.